# Fountain Inn
Fountain Inn é uma cidade localizada no estado norte-americano da Carolina do Sul, no Condado de Greenville e Condado de Laurens.

## Demografia
Segundo o censo norte-americano de 2000, a sua população era de 6017 habitantes.
Em 2006, foi estimada uma população de 7097, um aumento de 1080 (17.9%).

## Geografia
De acordo com o United States Census Bureau tem uma área de 14,3 km², dos quais 14,3 km² cobertos por terra e 0,0 km² cobertos por água. Fountain Inn localiza-se a aproximadamente 257 m acima do nível do mar.

## Localidades na vizinhança
O diagrama seguinte representa as localidades num raio de 16 km ao redor de Fountain Inn.